# マイダ粉
マイダ粉(Maida)は、インドの小麦粉の一種である。

## 製法
マイダ粉は、穀粒の胚乳の部分から作られる。ふすまは胚芽及び胚乳から分離され、その後、インチ当たり80メッシュのふるいを通して精製される。小麦に含まれる色素のために黄色がかっているが、大気中の酸素と反応して自然に、または数種の小麦粉用漂白剤を用いて白色になる。
マイダ粉は、グルテン含量の高い冬小麦を挽いて作られるものの、製粉の工程で発生する熱によりタンパク質の変性が起こるため、発酵パンの製造には向かない。

## 論争
漂白剤の成分や漂泊の副産物として、マイダ粉には、多くの国で食品への添加が禁止されているアロキサンが含まれるとの誤解が広まっている。キサントフィルの酸化で少量が生成するものの、生成した微量のアロキサンが健康上のリスクになるという証拠はない。